# Robert II de Sillé
Pour les articles homonymes, voir Robert II.
Robert II de Sillé est un seigneur de Sillé qui vécut au XIVe siècle.

## Biographie
Robert II de Sillé, fils de Guillaume VI de Sillé et de N. de Broussin, sa seconde femme, fut avisé de se tenir prêt à obéir à un mandement du roi « quand mestier seroit », le 23 août 1350. Il était, croit-on, à la bataille de Poitiers le 19 septembre 1356 ; du moins fut-il blessé grièvement à la suite du roi Jean, et resta-t-il trois ans boiteux. 
L'année suivante, un aventurier nommé Philippe de la Chèze, sous prétexte d'attendre Guillaume de Craon, lieutenant de Charles, fils et lieutenant du roi, avec lequel il devait aller au secours de Rennes assiégée par les Anglais, s'était jeté sur la vicomté de Beaumont-au-Maine, avait pris Sillé, et tué quarante-six nobles ou vassaux de la baronnie. 
Quand les Anglais revinrent dans le Maine, après la captivité du roi Jean, plus redoutables que jamais, Robert de Sillé, guéri de sa blessure, c'est-à-dire après 1359, fit des aumônes à l'abbaye de Champagne, reprit les armes et fut fait prisonnier, puis gardé sévèrement dans les cachots du Château de La Gravelle. Robert Knolles, qui commandait la place, exigeait de lui une rançon de 3 000 florins en ceintures d'or et d'argent, pierres précieuses et chevaux. Malgré les prières de sa pieuse femme, la rançon ne venant point, il fut laissé neuf jours sans nourriture, réduit pour ne pas mourir de soif à boire urinam propriam. Délivré enfin, il dut vendre le Plessis-Liziard et une rente de 22 livres. Il ne survécut pas longtemps à cette dure captivité. Sa mort arriva après le 21 janvier 1363, et son corps fut enseveli dans sa collégiale de Sillé.
Jeanne-Marie de Maillé, fille d'Hardouin de Maillé et de Jeanne de Montbazon, était son épouse. Robert II de Sillé ne laissait pas d'enfants.

## Source
- Abbé Angot, « Baronnie de Sillé », dans Bulletin de la Commission historique et archéologique de la Mayenne, 1920, n° 36, p. 135-152.